# Dapidodigma nuptus
Dapidodigma nuptus är en fjärilsart som beskrevs av Clench 1961. Dapidodigma nuptus ingår i släktet Dapidodigma och familjen juvelvingar. Inga underarter finns listade i Catalogue of Life.